# Mangunsoko
Mangunsoko is een bestuurslaag in het regentschap Magelang van de provincie Midden-Java, Indonesië. Mangunsoko telt 1455 inwoners (volkstelling 2010).